# (34945) 2263 T-1
2263 T-1 (asteroide 34945) é um asteroide da cintura principal. Possui uma excentricidade de 0.16460020 e uma inclinação de 6.38663º.
Este asteroide foi descoberto no dia 25 de março de 1971 por Cornelis Johannes van Houten e Ingrid van Houten-Groeneveld e Tom Gehrels em Palomar.